# Число Пекле
Число или критерий Пекле ({\displaystyle \mathrm {Pe} }) — критерий подобия, который характеризует соотношение между конвективными и молекулярными процессами переноса тепла (примесей, количества движения, характеристик турбулентности) в потоке жидкости (соотношение конвекции и диффузии), а также является критерием подобия для процессов конвективного теплообмена.
Названо по имени французского физика Ж. К. Пекле (фр. J. С. Péclet, 1793—1857).
Используется при построении расчётных схем (метод конечных разностей, метод конечных элементов) для решения дифференциальных уравнений в частных производных, описывающих течения вязкой жидкости.
{\displaystyle \mathrm {Pe} ={\frac {vL}{\chi }},}
{\displaystyle \mathrm {Pe} ={\frac {c_{p}\rho vL}{\varkappa }},}
где
{\displaystyle L} — характерный линейный размер поверхности теплообмена;
{\displaystyle v} — скорость потока жидкости относительно поверхности теплообмена;
{\displaystyle \chi } — коэффициент температуропроводности;
{\displaystyle c_{p}} — удельная теплоёмкость при постоянном давлении;
{\displaystyle \rho } — плотность жидкости;
{\displaystyle \varkappa } — коэффициент теплопроводности жидкости.
При малых значениях {\displaystyle \mathrm {Pe} } преобладает молекулярная теплопроводность, а при больших — конвективный перенос теплоты.
Число Пекле связано соотношением {\displaystyle \mathrm {Pe} =\mathrm {Re} \cdot \mathrm {Pr} } с числом Рейнольдса {\displaystyle \mathrm {Re} } и числом Прандтля {\displaystyle \mathrm {Pr} }.